# Smoke and Mirrors (O.C.)
Smoke and Mirrors è il quinto album del rapper statunitense O.C., pubblicato il primo novembre del 2005 e distribuito da Re-Up Recordings e Hiero Imperium nel mercato statunitense. In Giappone la distribuzione è affidata a Rush! Productions. Quasi interamente prodotto da Mike Loe, l'album non vede collaborazioni di artisti ospiti, non ottiene successo né a livello commerciale né a livello critico, guadagnando spesso recensioni negative.

## Ricezione
| Recensione      | Giudizio   |
| --------------- | ---------- |
| AllMusic        | positivo   |
| RapReviews      | [ 2 ]      |
| PopMatters      | [ 3 ]      |
| Stylus Magazine | C          |
| IGN             | favorevole |

Il disco riceve perlopiù critiche negative, nonostante ciò AllMusic recensisce positivamente lo sforzo, elogiando in particolare la produzione. Tom Doggett di RapReviews stronca l'album, che secondo il critico è interamente mal realizzato, dalla produzione «insignificante, vuota e poco interessante» ai temi «banali» di O.C.

## Tracce
Testi di Omar Credle, Mike Loe (tracce 1-11, 13-17), Adam Dietch (traccia 12), Eric Krasno (traccia 12), Mr. Dave (traccia 18), musiche di Mike Loe (tracce 1-11, 13-17), Fyre Dept. (traccia 12), Mr. Dave (traccia 18), Roc-Steady (traccia 18).
1. Intro: Smoke And Mirrors – 1:03
2. You Made Me – 4:10
3. Martyr – 4:47
4. My Way – 4:13
5. Emotions – 4:04
6. Distortion – 3:12
7. Going Nowhere – 4:13
8. Young World – 2:19
9. Gone – 5:08
10. The Good, The Bad, The Ugly – 3:25
11. Guns and Butter – 3:42
12. I'm da Boss – 3:59
13. Challenge Ya'll – 3:58
14. Brothers Keeper – 4:51
15. What I Need – 4:15
16. Shorty – 3:37
17. This Is Me – 4:02
18. Coldwaxa Speaks – 9:18

Durata totale: 74:16